# 로쿠고 마사하루
로쿠고 마사하루(일본어: 六郷政晴, 1675년 ~ 1741년 5월 12일)는 일본 에도 시대의 다이묘로, 데와노쿠니 혼조 번의 4대 번주이다. 어릴적 이름은 쇼노스케(庄之助)이며, 관위는 종5위하, 이가노카미, 아와노카미이다.
엔포 3년(1675년), 혼조 번의 3대 번주 로쿠고 마사노부의 맏아들로 태어났다. 조쿄 2년(1685년), 아버지 마사노부가 사망함에 따라 번주직을 계승하였다.
치세 중에 인접한 하타모토 니카호 가문과 영내 백성들 사이의 분쟁을 계기로 다툼을 벌였다. 혼조 번의 백성이 니카호 영지인 도시 산(冬師山)의 나무를 벌채한 일로 백성들 간에 싸움이 일어났는데, 이것이 혼조 번과 니카호 가문과의 싸움으로 번졌다. 쇼군 지키산(直参) 하타모토였던 니카호 가문은 막부에 중재를 요청하였고, 이 싸움은 7년이나 걸렸지만 결과는 혼조 번에게 유리하게 돌아갔다. 또한 쇼토쿠 2년(1712년)에는 역시나 인접해 있는 가메다번과의 사이에서, 마키 산(真木山)의 권익을 둘러싼 다툼이 시작되었다. 이 분쟁이 해결되는 것은 백여 년 뒤의 일이었다.
교호 11년(1726년), 맏아들 로쿠고 마사후사를 병약함을 이유로 폐적시켰다. 교호 20년(1735년) 윤3월 2일, 둘째 아들 로쿠고 마사나가에게 가문을 계승하게 하고 은거하였다. 간포 원년(1741년) 3월 27일에 67세로 사망하였다.
| 전임 로쿠고 마사노부 | 제4대 혼조 번 번주 1685년 ~ 1735년 | 후임 로쿠고 마사나가 |